# Dubai Tennis Championships 2005 - Qualificazioni singolare femminile
Le qualificazioni del singolare femminile del Dubai Tennis Championships 2005 sono state un torneo di tennis preliminare per accedere alla fase finale della manifestazione. I vincitori dell'ultimo turno sono entrati di diritto nel tabellone principale. In caso di ritiro di uno o più giocatori aventi diritto a questi sono subentrati i lucky loser, ossia i giocatori che hanno perso nell'ultimo turno ma che avevano una classifica più alta rispetto agli altri partecipanti che avevano comunque perso nel turno finale.
Le qualificazioni del torneo Dubai Tennis Championships 2005 prevedevano 32 partecipanti di cui 4 sono entrati nel tabellone principale.

## Teste di serie
1. Marion Bartoli (Qualificata)
2. Vera Duševina (Qualificata)
3. Samantha Stosur (secondo turno)
4. Maria-Elena Camerin (secondo turno)

1. Li Na (Qualificata)
2. Assente
3. Martina Suchá (primo turno)
4. Ana Ivanović (ultimo turno)

## Qualificati
1. Marion Bartoli
2. Vera Duševina

1. Li Na
2. Jie Zheng

## Tabellone

### Legenda
| - Q = Qualificato - WC = Wild card - LL = Lucky loser | - ALT = Alternate - SE = Special Exempt - PR = Protected Ranking | - w/o = Walkover - r = Ritirato - d = Squalificato |

### Sezione 1
|  | Primo turno    | Primo turno       | Primo turno    | Primo turno | Primo turno |  |  | Secondo turno     | Secondo turno     | Secondo turno  | Secondo turno     | Secondo turno     |   |   | Ultimo turno | Ultimo turno   | Ultimo turno   | Ultimo turno | Ultimo turno |  |
|  |                |                   |                |             |             |  |  |                   |                   |                |                   |                   |   |   |              |                |                |              |              |  |
|  | 1              | Marion Bartoli    | Marion Bartoli | 6           | 6           |  |  |                   |                   |                |                   |                   |   |   |              |                |                |              |              |  |
|  |                | S Foretz Gacon    | S Foretz Gacon | 2           | 2           |  |  | 1                 | Marion Bartoli    | Marion Bartoli | 6                 | 6                 |   |   |              |                |                |              |              |  |
|  | Silvija Talaja | Silvija Talaja    | Silvija Talaja | 6           | 6           |  |  |                   | Silvija Talaja    | Silvija Talaja | 2                 | 2                 |   |   |              |                |                |              |              |  |
|  | Juliana Fedak  | Juliana Fedak     | Juliana Fedak  | 4           | 4           |  |  |                   |                   |                |                   |                   |   |   | 1            | Marion Bartoli | Marion Bartoli | 6            | 7            |  |
|  | Nicole Pratt   | Nicole Pratt      | Nicole Pratt   | 7           | 6           |  |  |                   |                   |                | Galina Voskoboeva | Galina Voskoboeva | 1 | 5 |              |                |                |              |              |  |
|  | Anne Kremer    | Anne Kremer       | Anne Kremer    | 5           | 2           |  |  | Nicole Pratt      | Nicole Pratt      | 7              | 4                 | 1                 |   |   |              |                |                |              |              |  |
|  |                | Galina Voskoboeva | 2              | 6           | 6           |  |  | Galina Voskoboeva | Galina Voskoboeva | 5              | 6                 | 6                 |   |   |              |                |                |              |              |  |
|  | 7              | Martina Suchá     | 6              | 2           | 4           |  |  |                   |                   |                |                   |                   |   |   |              |                |                |              |              |  |

### Sezione 2
|  | Primo turno           | Primo turno           | Primo turno     | Primo turno | Primo turno |  |  | Secondo turno | Secondo turno    | Secondo turno    | Secondo turno | Secondo turno |   |   | Ultimo turno | Ultimo turno  | Ultimo turno  | Ultimo turno | Ultimo turno |  |
|  |                       |                       |                 |             |             |  |  |               |                  |                  |               |               |   |   |              |               |               |              |              |  |
|  | 2                     | Vera Duševina         | Vera Duševina   | 7           | 6           |  |  |               |                  |                  |               |               |   |   |              |               |               |              |              |  |
|  |                       | Lenka Němečková       | Lenka Němečková | 5           | 1           |  |  | 2             | Vera Duševina    | 1                | 6             | 6             |   |   |              |               |               |              |              |  |
|  | Libuše Průšová        | Libuše Průšová        | 6               | 5           | 7           |  |  |               | Libuše Průšová   | 6                | 3             | 1             |   |   |              |               |               |              |              |  |
|  | Stéphanie Cohen-Aloro | Stéphanie Cohen-Aloro | 4               | 7           | 5           |  |  |               |                  |                  |               |               |   |   | 2            | Vera Duševina | Vera Duševina | 6            | 6            |  |
|  | Marija Kirilenko      | Marija Kirilenko      | 64              | 7           | 6           |  |  |               |                  | 8                | Ana Ivanović  | Ana Ivanović  | 4 | 3 |              |               |               |              |              |  |
|  | Li Ting               | Li Ting               | 7               | 65          | 1           |  |  |               | Marija Kirilenko | Marija Kirilenko | 5             | 1             |   |   |              |               |               |              |              |  |
|  | 8                     | Ana Ivanović          | Ana Ivanović    | 6           | 6           |  |  | 8             | Ana Ivanović     | Ana Ivanović     | 7             | 6             |   |   |              |               |               |              |              |  |
|  |                       | Haidy El Tabakh       | Haidy El Tabakh | 1           | 2           |  |  |               |                  |                  |               |               |   |   |              |               |               |              |              |  |

### Sezione 3
|  | Primo turno     | Primo turno     | Primo turno     | Primo turno | Primo turno |  |  | Secondo turno | Secondo turno   | Secondo turno | Secondo turno | Secondo turno |    |   | Ultimo turno | Ultimo turno | Ultimo turno | Ultimo turno | Ultimo turno |  |
|  |                 |                 |                 |             |             |  |  |               |                 |               |               |               |    |   |              |              |              |              |              |  |
|  | 3               | Samantha Stosur | 65              | 7           | 7           |  |  |               |                 |               |               |               |    |   |              |              |              |              |              |  |
|  |                 | Sun Tiantian    | 7               | 5           | 64          |  |  | 3             | Samantha Stosur | 7             | 2             | 4             |    |   |              |              |              |              |              |  |
|  | Cara Black      | Cara Black      | Cara Black      | 6           | 6           |  |  |               | Cara Black      | 6             | 6             | 6             |    |   |              |              |              |              |              |  |
|  | Tat'jana Panova | Tat'jana Panova | Tat'jana Panova | 1           | 2           |  |  |               |                 |               |               |               |    |   |              | Cara Black   | 2            | 7            | 3            |  |
|  | Anca Barna      | Anca Barna      | 6               | 2           | 7           |  |  |               |                 | 5             | Li Na         | 6             | 68 | 6 |              |              |              |              |              |  |
|  | Vanessa Henke   | Vanessa Henke   | 3               | 6           | 6(1)        |  |  |               | Anca Barna      | Anca Barna    | 3             | 5             |    |   |              |              |              |              |              |  |
|  | 5               | Li Na           | Li Na           | 6           | 6           |  |  | 5             | Li Na           | Li Na         | 6             | 7             |    |   |              |              |              |              |              |  |
|  |                 | Martina Müller  | Martina Müller  | 1           | 1           |  |  |               |                 |               |               |               |    |   |              |              |              |              |              |  |

### Sezione 4
|  | Primo turno            | Primo turno            | Primo turno         | Primo turno | Primo turno |  |  | Secondo turno          | Secondo turno          | Secondo turno          | Secondo turno          | Secondo turno |   |   | Ultimo turno | Ultimo turno | Ultimo turno | Ultimo turno | Ultimo turno |  |
|  |                        |                        |                     |             |             |  |  |                        |                        |                        |                        |               |   |   |              |              |              |              |              |  |
|  | 4                      | Maria-Elena Camerin    | Maria-Elena Camerin | 7           | 1           |  |  |                        |                        |                        |                        |               |   |   |              |              |              |              |              |  |
|  |                        | Roberta Vinci          | Roberta Vinci       | 6(1)        | 0r          |  |  | 4                      | Maria-Elena Camerin    | Maria-Elena Camerin    | 3                      | 2             |   |   |              |              |              |              |              |  |
|  | Jie Zheng              | Jie Zheng              | Jie Zheng           | 6           | 6           |  |  |                        | Jie Zheng              | Jie Zheng              | 6                      | 6             |   |   |              |              |              |              |              |  |
|  | Sandra Kleinová        | Sandra Kleinová        | Sandra Kleinová     | 1           | 4           |  |  |                        |                        |                        |                        |               |   |   | Jie Zheng    | Jie Zheng    | 3            | 6            | 7            |  |
|  | Virginia Ruano Pascual | Virginia Ruano Pascual | 1                   | 6           | 6           |  |  |                        |                        | Virginia Ruano Pascual | Virginia Ruano Pascual | 6             | 4 | 5 |              |              |              |              |              |  |
|  | Els Callens            | Els Callens            | 6                   | 3           | 4           |  |  | Virginia Ruano Pascual | Virginia Ruano Pascual | 6                      | 1                      | 7             |   |   |              |              |              |              |              |  |
|  | María Vento-Kabchi     | María Vento-Kabchi     | María Vento-Kabchi  | 6           | 6           |  |  | María Vento-Kabchi     | María Vento-Kabchi     | 4                      | 6                      | 6             |   |   |              |              |              |              |              |  |
|  | Iroda Tulyaganova      | Iroda Tulyaganova      | Iroda Tulyaganova   | 2           | 3           |  |  |                        |                        |                        |                        |               |   |   |              |              |              |              |              |  |